# Oppositionseffekt

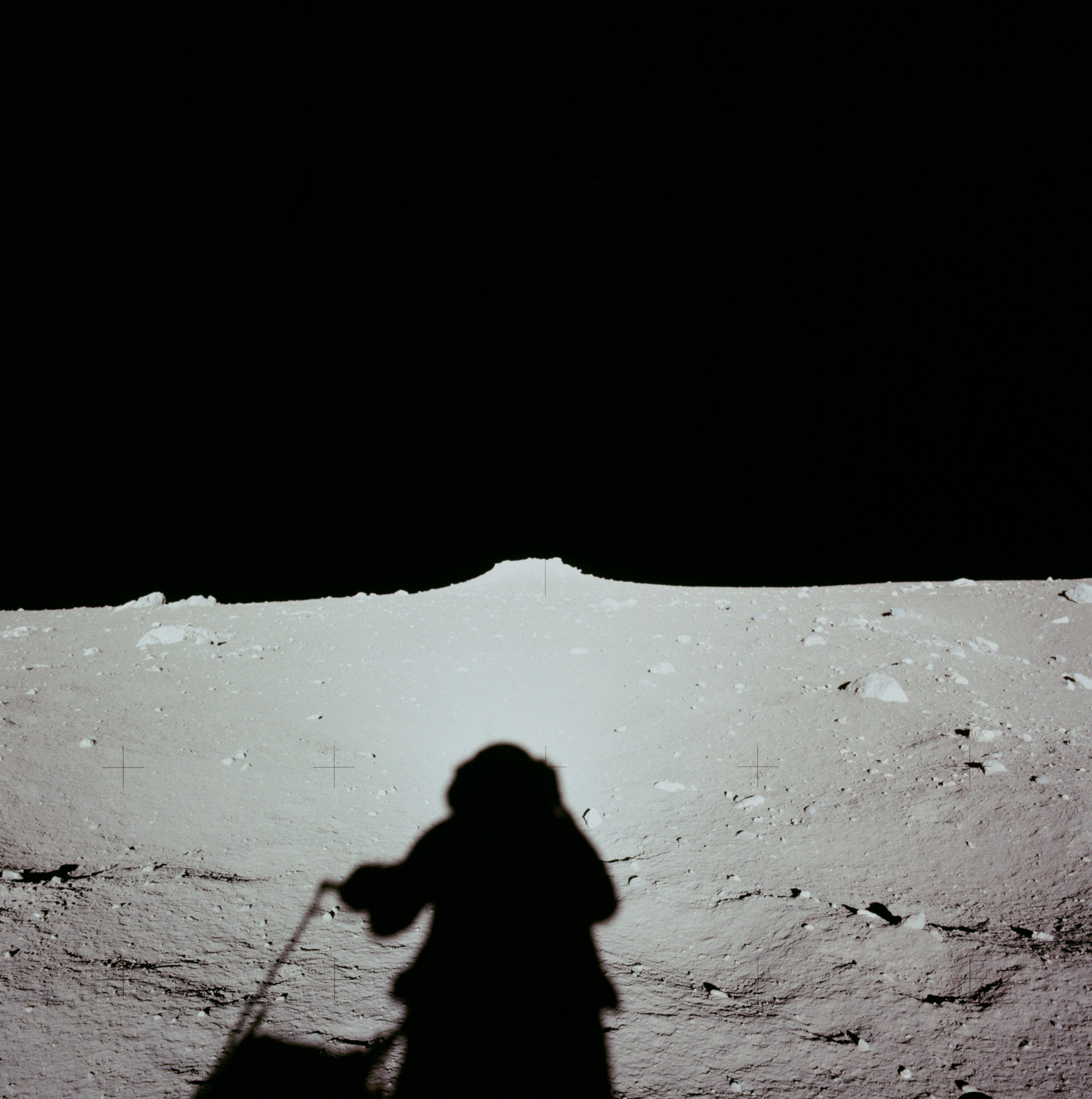
Der feinkörnige Mondboden zeigt um den Astronautenschatten herum einen deutlichen Oppositionseffekt.

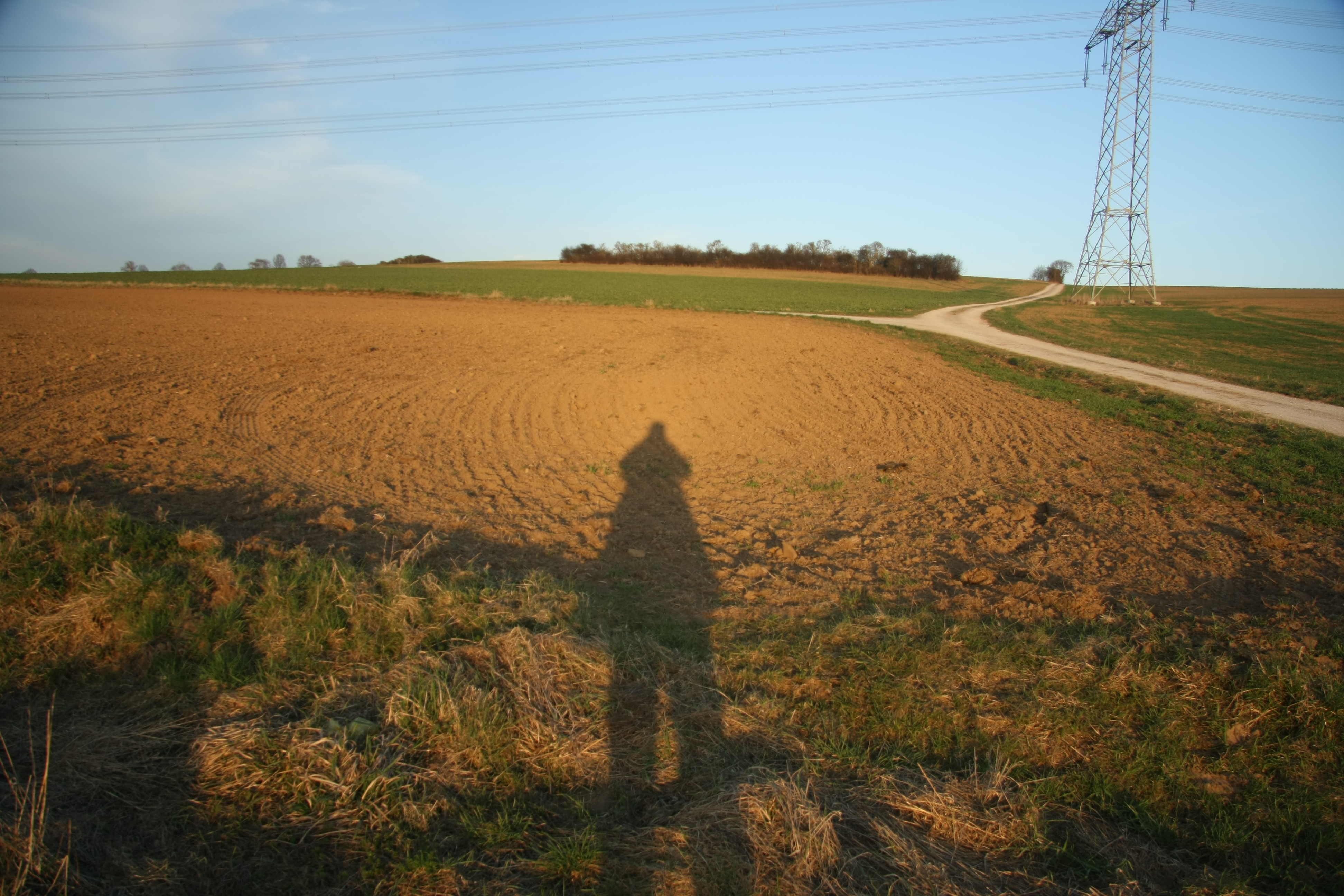
Oppositionseffekt auf einem Acker bei tiefstehender Sonne

Rückstreuung (Interferenzeffekt) bei einem Mix von stark absorbierenden Staub-Partikeln zwischen 0,5 und 10 µm Durchmessern, grünes Licht.

Der Oppositionseffekt (auch Seeliger-Effekt) ist eine optische Erscheinung in Form einer Aufhellung von Oberflächen am Gegenpunkt einer Lichtquelle. Befindet sich zum Beispiel die Sonne im Rücken eines Beobachters, kann der Effekt als vergleichsweise heller Bereich um den Gegensonnenpunkt am Boden beobachtet werden.
Im Gegensatz zum Heiligenschein tritt der Oppositionseffekt auf trockenen Flächen auf. Die Hauptursache liegt in der Winkelabhängigkeit der Rückstreuung an Partikeln mit Durchmessern oberhalb der Wellenlänge. Diese Rückstreuung ist ein Interferenzeffekt und stark winkelabhängig. Direkt zur Lichtquelle hin können mehrere Magnituden erreicht werden. Außerdem verbergen  Oberflächenstrukturen, wie z. B. Grashalme, Sandkörner, Laub etc. um den Gegenpunkt einer Lichtquelle vor dem Beobachter ihre eigenen Schatten.
Auch in der Astronomie spielt der Effekt eine Rolle. Himmelskörper, die keine Atmosphäre besitzen, erscheinen deutlich heller, wenn sie sich vom Beobachter aus genau in Opposition zur Sonne befinden. Der Vollmond beispielsweise ist nicht doppelt, sondern mehr als zehnmal so hell wie der Halbmond – zur doppelt so großen beleuchteten Fläche kommt noch die in der Vollmondphase durch den Oppositionseffekt erhöhte Flächenhelligkeit des Mondes. Der Effekt wurde erstmals von Tom Gehrels im Jahr 1956 an einem Asteroiden beobachtet. Auch bei den Ringen des Saturn konnte er nachgewiesen werden.